# Крешимир Барановић
Крешимир Барановић (Шибеник, 25. јуна 1894 — Београд, 17. новембра 1975) је био југословенски и хрватски композитор и диригент.

## Биографија
У Загребу учи теоретске предмете, клавир и обоу, да би, након матуре, уписао композицију на Музичкој академији у Бечу (1912—1914). Године 1915. постаје диригент у Загребачкој опери, где остаје све до 1927, када прелази на исту дужност у Београд, да би током 1927. и 1928. гостовао с балетском трупом Ане Павловне у Немачкој, Холандији, Швајцарској и Италији. У Загреб се враћа 1928. године на старо место, где остаје све до 1943. године, када преузима вођење Радио-оркестра у Братислави (Словачка), где је именован и за директора Опере (1945—1946). Након тога постаје професор Музичке академије, диригент Опере и директор Филхармоније у Београду до 1964. године.
Као стваралац, Барановић је једна од најмаркантнијих личности националног смера друге половине 20. века хрватске и југословенске музике. С посебним афинитетом према руској музици, што се огледало и у његовим композицијама. Надовезује се на раног Стравинског (Петрушка) ослањајући се и на народни мелос, ствара властити музички језик, чије богатство црпи и из свог мајсторског познавања оркестра.
Као првенствено оперски диригент, он даје своје најбоље странице у сценским и вокално-инструменталним делима, а својим делом Лицитарско срце отпочиње нову епоху у развоју савременог балета у Југославији.

## Вокалне композиције
- З мојих брегов (Фран Галовић) за баритон и оркестар (1927)
- Мој град (Винко Николић) за глас и оркестар (1943)
- Из осаме (Крешимир Барановић) за глас и оркестар (1944)
- Пан (Мирослав Крлежа), симфонијска песма за рецитатора, солисте, мешовити хор и оркестар (1957)
- Горан (Иван Горан Ковачић), кантата за рецитатора, солисте и оркестар (1960)
- Облаци (Добрица Цесарић) за мецосопран и оркестар (1963)
- Шуме, шуме (више хрватских песника), кантата за мешовити хор и оркестар (1967)
- На мору (Густав Крклец) за баритон и оркестар (1973)

## Сценске композиције
- Лицитарско срце (Крешимир Барановић), балет (1924, Загреб)
- Цвијеће мале Иде (Маргарета Фроман, према Хансу Кристиану Андерсену), балет (1925, Загреб)
- Стрижено-кошено (Густав Крклец), комична опера (1932, Загреб)
- Имбрек з носом (Крешимир Барановић), балет (1935, Загреб)
- Невјеста од Цетињграда (Марко Фотез, према Турци иду Аугуста Шеное), комична опера (1942; 1951, Београд)
- Кинеска прића (Димитрије Парлић, према Дер Креидекреис Клабунда), балет (1955, Београд)
- сценска музика за Тирена (Марин Држић), Дундо Мароје (Марин Држић), Антигона (Софокле) и Хенри IV (Шекспир)

## Инструменталне композиције
- концертна увертира (1916)
- симфонијски скерцо (1921)
- Сватовац за оркестар (1922)
- гудачки квартет (1924)
- Поема Балкан за оркестар (1926)
- свита из балета Лицитарско срце за оркестар (1927)
- симфонијета у Ес Дуру (1939)
- Песма гуслара, рапсодија за оркестар (1945)
- симфонијета за гудачки оркестар (1952), обрађена за гудачки квартет 1924.
- концерт за рог и оркестар (1973)

## Галерија
- Програм концерта Зинке Кунц, који се одржао у Задужбини Илије М. Коларца 6. децембра 1948. године, на коме је диригент био Крешимир Барановић.
- Програм концерата Симфонијског оркестра Србије, на којима је Барановић био диригент, одржани у Задужбини Илије М. Коларца, 6. и 7. фебруара 1951. године.
- Програм концерта под вођством диригента Крешимира Барановића, који се одржао у Задужбини Илије М. Коларца, 9. октобра 1951. године.
- Програм концерта Београдске филхармоније, под вођством диригента Крешимира Барановића, који се одржао у Задужбини Илије М. Коларца 1949. године.